# メトロ・ウィークリー
メトロ・ウィークリー（Metro Weekly）はワシントンD.C.のレズビアン、ゲイ、両性愛者、トランスジェンダー（LGBT）コミュニティーのための週刊誌形式の無料出版物。1994年に創刊し、2007年に13周年を迎えた。
その内容には地域のニュース、政治家・コミュニティーのリーダーへのインタビュー、コミュニティーの行事カレンダー、夜の娯楽ガイド、そして地域のアートとエンターテインメントのレヴューが含まれる。
毎週木曜日に発行され、ワシントンDC都市圏内の至るところで手に入る。DC、メリーランド州、ヴァージニア州に45000人を越える読者がある。